# Erythroxylum myrsinites
Erythroxylum myrsinites é uma espécie de planta da flora da Argentina, Brasil, Paraguai e Uruguai, pertencente ao género Erythroxylum.
A espécie também é conhecida como fruta-de-pombo, cocão, concon, baga-de-pomba e fruta-de-pomba.

## Distribuição geográfica
No Brasil ocorre nos estados do Rio Grande do Sul, Santa Catarina, Paraná, São Paulo e Minas Gerais. No Estado do Paraná ocorre principalmente nas margens de rios, geralmente na orla de matas, capões e capoeiras.

## Taxonomia
Erythroxylum myrsinites foi nomeada por o botânico alemão Carl Friedrich Philipp von Martius e publicado em Abhandlungen der Mathematisch-Physikalischen Classe der Königlich Bayerischen Akademie der Wissenschaften 3(2): 345, t. 4 em 1840.